# Juri Konstantinowitsch Saizew
Juri Konstantinowitsch Saizew (russisch Юрий Константинович Зайцев, wiss. Transliteration Jurij Konstantinovič Zajcev; * 17. Januar 1951 in Pobedino, Oblast Sachalin; † 30. September 2022 in Dnipro, Ukraine) war ein sowjetischer Gewichtheber. Er war Olympiasieger 1976 und Weltmeister 1978 in der Klasse bis 110 kg.

## Werdegang
Saizew wuchs in Pobedino in der Oblast Sachalin auf. Als er zehn Jahre alt war, zogen seine Eltern nach Karaganda in Kasachstan. In Karaganda besuchte er die Oberschule und kam dort erstmals intensiv mit Sport in Berührung. Im Alter von 14 Jahren begann er dann mit dem Gewichtheben. Sein erster Trainer wurde Wladimir Netschipurenko, der ihn viele Jahre lang betreute. Er gewann in den nächsten Jahren als Junior einige Meisterschaften der Regionen Karaganda und Omsk. Im Jahre 1971 wurde er zur Roten Armee eingezogen.
1972 erzielte er im olympischen Dreikampf, der aus dem beidarmigen Drücken, Reißen und Stoßen bestand, mit 540 kg eine Leistung, die ihm den Anschluss an die sowjetische Spitze der Gewichtheber im 2. Schwergewicht herstellen ließ. Ab 1973 gab es dann nur mehr einen Zweikampf, weil das Drücken gestrichen wurde. 1974 wurde er in die sowjetische Nationalmannschaft der Gewichtheber aufgenommen. 1976 wechselte er mit seinem Trainer der besseren Trainingsbedingungen wegen nach Dnepropetrowsk.
1973 belegte er bei der sowjetischen Juniorenmeisterschaft (U-23) im 2. Schwergewicht mit 345 kg den 3. Platz. 1974 wurde er dann in der gleichen Gewichtsklasse sowjetischer Juniorenmeister (U-23) mit 362,5 kg. Im gleichen Jahr wurde er erstmals bei einer internationalen Meisterschaft eingesetzt, der Weltmeisterschaft in Manila. Er kam dort im 2. Schwergewicht im Zweikampf auf 367,5 kg und belegte mit dieser Leistung hinter seinem Landsmann Waleri Ustjuschin (390 kg) und Jürgen Ciezki aus der DDR (377,5 kg) den 3. Platz.
Bei der sowjetischen Meisterschaft der Senioren 1975 erreichte er mit 387,5 kg (165–222,5) den 2. Platz im 2. Schwergewicht hinter Wassili Moscheikow. Er kam in diesem Jahr zu keinen weiteren Einsätzen in der Nationalmannschaft mehr, belegte aber bei einem großen sowjetischen Turnier in Saporischschja den 1. Platz, wobei er 390 kg (167,5–222,5) erzielte. Bei einem weiteren nationalen Turnier in Moskau erzielte er 1975 im 2. Schwergewicht mit 235 kg im Stoßen und 405 kg im Zweikampf zwei neue Weltrekorde.
1976 gewann Saizew erstmals die sowjetische Meisterschaft im 2. Schwergewicht mit 395 kg (172,5–222,5) im Zweikampf dank des geringeren Körpergewichtes vor Waleri Falew, der wie er 395 kg erzielte und Ex-Weltmeister Pawel Perwuschin, der auf 387,5 kg kam. Dieser Sieg verschaffte ihm Startplätze bei den Europameisterschaften 1976 in Berlin (Ost) und bei den Olympischen Spielen 1976 in Montreal. In Berlin erreichte er 400 kg (172,5–227,5) im Zweikampf, musste sich aber dem erst 20-jährigen bulgarischen „Wunderheber“ Walentin Christow geschlagen gegen, der mit 415 kg (185–230) siegte. In Montreal gewann zunächst Walentin Christow mit 400 kg (175–225) die Goldmedaille vor Saizew, der 385 kg (165–220) erzielte. Schon kurz nach dem Wettkampf wurde Christow aber Doping nachgewiesen. Er wurde disqualifiziert und Saizew zum Olympiasieger ausgerufen.
1977 fand die Welt- und Europameisterschaft in Stuttgart statt. Saizew war dort wieder im 2. Schwergewicht am Start. Er erreichte in Stuttgart im Zweikampf 395 kg (170–225) und musste sich damit Walentin Christow, 405 kg, geschlagen geben, der einer kurzen Dopingsperre in Stuttgart schon wieder starten durfte. Den 3. Platz belegte in Stuttgart sein alter Rivale Jürgen Ciezki aus der DDR, der 390 kg erreichte.
Bei der sowjetischen Meisterschaft 1978 musste er sich mit 395 kg (170–225) Wassili Kusnitschenko geschlagen geben, der ebenfalls 395 kg erzielte, aber etwas leichter als Saizew war. Bei den internationalen Meisterschaften des Jahres 1978 wurde aber Saizew eingesetzt. Bei der Europameisterschaft in Havířov erzielte dieser im 2. Schwergewicht 402,5 kg (177,5–225) und siegte damit klar vor Jürgen Ciezki, der auf 380 kg kam. Das gleiche Resultat gab es auch bei der Weltmeisterschaft dieses Jahres in Gettysburg. Er erzielte im Zweikampf erneut 402,5 kg (172,5–230) und siegte damit wieder vor Jürgen Ciezki, dem 385 kg gelangen.
Im Jahre 1979 belegte Saizew bei der sowjetischen Meisterschaft im 2. Schwergewicht hinter dem kometenhaft nach vorne gekommenen Weißrussen Leonid Taranenko (410 kg) und dem jungen Sergei Arakelow (407,5 kg) mit 395 kg nur den 3. Platz. Er wurde aber trotzdem bei der Europameisterschaft in Warna eingesetzt und holte sich dort mit 400 kg (172,5–227,5) den Europameistertitel vor Drandarow, Bulgarien und Peter Käks aus der DDR. Bei der Weltmeisterschaft des Jahres 1979 wurden im 2. Schwergewicht Taranenko und Arakelow eingesetzt.
Im Jahre 1980 wurden die sowjetischen Teilnehmer an den Olympischen Spielen in Moskau bei einem Wettkampf in Podolsk ermittelt. Saizew hatte sich in eine hervorragende Form gebracht und erzielte bei diesem Wettkampf die neue persönliche Bestleistung von 410 kg (172,5–237,5). Er wurde mit dieser Leistung aber hinter Leonid Taranenko, der 415 kg erzielte, nur 2. Sieger. Aus diesem Grunde wurde ihm in Moskau Leonid Tarananko vorgezogen. Er wurde auch nicht bei der Europameisterschaft 1980 in Belgrad eingesetzt.
Saizew beendete daraufhin seine Laufbahn als Gewichtheber.

## Internationale Erfolge
(OS = Olympische Spiele, WM = Weltmeisterschaft, EM = Europameisterschaft, 2S = 2. Schwergewicht (bis 110 kg Körpergewicht))
- 1974, 3. Platz, WM in Manila, 2S, mit 367,5 kg, hinter Waleri Ustjuschin, UdSSR, 380 kg u. Jürgen Ciezki, DDR, 377,5 kg
- 1975, 1. Platz, Turnier in Saporischschja, 2S, mit 390 kg, vor Waleri Ustjuschin, 385 kg u. Gagik Arutjunin, UdSSR, 385 kg
- 1976, 2. Platz, EM in Berlin (Ost), 2S, mit 400 kg (172,5–227,5), hinter Walentin Christow, Bulgarien, 415 kg (185–230) u. vor Jürgen Ciezki, 395 kg (170–225)
- 1976, Goldmedaille, OS in Montreal, 2S, mit 385 kg (165–220), vor Krastju Semerdschiew, Bulgarien, 385 kg (170–215) u. Tadeusz Rutkowski, Polen, 377,5 kg (167,5–210)
- 1976, 1. Platz, Pokalturnier in Swerdlowsk, 2S, mit 397,5 kg (175–222,5), vor Tereschko, 385 kg u. Kosin, 382,5 kg, bde. UdSSR
- 1977, 2. Platz, WM + EM in Stuttgart, 2S, mit 395 kg (170–225), hinter Walentin Christow, 405 kg u. vor Jürgen Ciezki, 390 kg
- 1977, 1. Platz, Pokalturnier in Rjasan, 2S, mit 390 kg (167,5–222,5), vor Tereschko, 385 kg u. Falew, 382,5 kg, bde. UdSSR
- 1978, 1. Platz, Turnier der Freundschaft in Moskau, 2S, mit 397,5 kg (172,5–225), vor Peter Käks, DDR, 362,5 kg u. Hörtnagel, Österreich, 362,5 kg
- 1978, 1. Platz, EM in Havířov, 2S, mit 402,5 kg (177,5–225), vor Jürgen Ciezki, 380 kg u. Leif Nilsson, Schweden, 375 kg
- 1978, 1. Platz, WM in Gettysburg, 2S, mit 402,5 kg (172,5–230), vor Jürgen Ciezki, 385 kg u. Leif Nilsson, 385 kg
- 1979, 1. Platz, EM in Warna, 2S, mit 400 kg (172,5–227,5), vor B. Drandarow, Bulgarien, 390 kg u. Peter Käks, 385 kg
- 1979, 1. Platz, UdSSR-Cup, 2S, mit 407,5 kg (170–237.5), vor G. Manschos, 405 u. W. Serdjukow, 397,5 kg, bde. UdSSR
- 1980, 2. Platz, Olympiaausscheidungsturnier in Podolsk, 2S, mit 410 kg (172,5–237,5), hinter Leonid Taranenko, 415 kg u. vor Wassili Kusnitschenko, 402,5 kg.

## UdSSR-Meisterschaften
- 1973, 3. Platz, Junioren (U23), 2S, mit 345 kg, hinter Wassiljew, 365 kg u. Konowalow, 362,5 kg;
- 1974, 1. Platz, Junioren (U23), 2S, mit 362,5 kg;
- 1975, 2. Platz, 2S, mit 387,5 kg, hinter Wassili Moscheikow, 392,5 kg u. vor Gagik Arutjunin, 385 kg;
- 1976, 1. Platz, 2S, mit 395 kg, vor Waleri Falew, 395 kg u. Pawel Perwuchin, 387,5 kg;
- 1978, 2. Platz, 2S, mit 395 kg, hinter Wassili Kusnitschenko, 395 kg.

## WM-Einzelmedaillen
- Goldmedaillen: 1976/Stoßen, 1977/Stoßen, 1978/Stoßen;
- Silbermedaillen: 1978/Reißen;
- Bronzemedaillen: 1974/Reißen, 1974/Stoßen, 1977/Reißen.

## EM-Einzelmedaillen
- Goldmedaillen: 1977/Stoßen, 1978/Reißen, 1978/Stoßen, 1979/Stoßen;
- Silbermedaillen: 1976/Reißen, 1976/Stoßen, 1978/Reißen;
- Bronzemedaillen: 1977/Reißen, 1979/Reißen.

## Weltrekorde
- 1975 in Moskau, 2S, 235 kg im Stoßen;
- 1975 in Moskau, 2S, 407,5 kg im Zweikampf;
- 1980 in Podolsk, 2S, 238 kg im Stoßen.